# Lauren Stam
Lauren Lara Jeanette Stam (Ámsterdam, 30 de enero de 1994) es una exjugadora holandesa de hockey sobre césped.

## Trayectoria
Stam tuvo su debut olímpico en Tokio 2020. En el torneo logró ganar la medalla de oro, al derrotar a Argentina en la final.